# Campeonato Baiano de Futebol de 2022
O Campeonato Baiano de Futebol de 2022 foi a 118.ª edição da competição, realizado no estado da Bahia e organizado pela Federação Baiana de Futebol. O Atlético de Alagoinhas campeão no ano anterior, conquistou o bicampeonato em cima do Jacuipense. É a  primeira vez no Campeonato Baiano que a dupla Bahia e Vitória é eliminada na fase de grupos do Campeonato, e a primeira vez que o Bahia é eliminado na Fase de Grupos desde 2003.

## Regulamento
As dez equipes disputam a Primeira Fase em turno único. Os quatro melhores colocados avançam à semifinal. Os último colocado é rebaixado diretamente e o penúltimo será rebaixado em caso da 2ª Divisão ter 10 equipes ou mais.
Em caso de empate entre duas ou mais equipes, serão adotados esses critérios de desempate:
1. Maior número de vitórias;
2. Maior saldo de gols;
3. Maior número de gols marcados;
4. Confronto direto;
5. Menor número de cartões vermelhos recebidos;
6. Menor número de cartões amarelos recebidos;
7. Sorteio.

Semifinal e Final são disputadas no sistema mata-mata em jogos de ida e volta. Em caso de empate entre duas ou mais equipes, serão adotados esses critérios de desempate:
1. Melhor saldo de gols no confronto;
2. Disputa de pênaltis.

O campeão disputará a Copa do Nordeste de 2023 e a Copa do Brasil de 2023; o vice-campeão e o terceiro colocado disputarão a Copa do Brasil de 2023. A segunda vaga para disputar a fase de grupos da Copa do Nordeste de 2023 será a equipe melhor qualificada pelo Ranking da CBF. A terceira vaga na competição regional, que será para a Fase Pré, virá da segunda equipe melhor qualificada pelo Ranking da CBF. As três equipes melhores posicionadas na classificação geral da competição terão direito de disputar a Série D de 2023 desde que não sejam integrantes de outras séries do Campeonato Brasileiro.

## Equipes participantes

### Promovidos e rebaixados
| Pos. | Rebaixado da Primeira Divisão de 2021 |
| ---- | ------------------------------------- |
| 10º  | Fluminense de Feira                   |

| Pos. | Promovido da Segunda Divisão de 2021 |
| ---- | ------------------------------------ |
| 1º   | Barcelona de Ilhéus                  |

### Informações das equipes
| Aumento | Equipe promovida da Segunda Divisão de 2021 |